# Elecciones generales de Japón de 2005
El 11 de septiembre de 2005 se celebraron elecciones generales en Japón para renovar los 480 escaños de la Cámara de Representantes, cámara baja de la Dieta de Japón, casi dos años antes del final del mandato de las últimas elecciones. El primer ministro Junichiro Koizumi convocó las elecciones después de que los proyectos de ley para privatizar Japan Post fueran rechazados en la Cámara de los Consejeros (que no se puede disolver), a pesar de la fuerte oposición dentro del propio Partido Liberal Democrático (PLD).
Las elecciones dieron una victoria aplastante al PLD de Koizumi, con el partido ganando 296 escaños, la mayor mayoría política de la posguerra. Con su socio, el Nuevo Komeito, la coalición gobernante obtuvo una mayoría de dos tercios en la cámara baja, lo que les permitió aprobar proyectos de ley a pesar de las objeciones de la cámara alta y (aunque el gobierno no lo intentó) aprobar enmiendas a la Constitución, luego presentarlos a la cámara alta y a un referéndum nacional.
El opositor Partido Democrático (PDJ), que abogó por un cambio de gobierno durante la campaña, sufrió una pérdida devastadora, ganando solo 113 escaños contra 175 escaños que tenía antes de las elecciones y cayendo 8 puntos, siendo el primer retroceso de la oposición desde su fundación. El revés llevó al líder del PDJ, Katsuya Okada, a renunciar y planteó la pregunta de si el PDJ puede seguir siendo una alternativa al PLD en las futuras elecciones (el partido se terminaría disolviendo en 2015).
Los partidos pequeños obtuvieron solo pequeñas ganancias o pérdidas, con el aliado de Koizumi, el Nuevo Komeito, cayendo levemente de 34 escaños a 31. De los nuevos partidos que disputaron las elecciones, el Nuevo Partido de Japón (NPN) cayó de tres escaños a uno, mientras que el Nuevo Partido del Pueblo (NPP) fue sin cambios en sus cuatro escaños. El Partido Comunista (PCJ) se mantuvo firme con nueve escaños, mientras que el Partido Socialdemócrata ganó siete, una ganancia de uno.

## Sistema electoral
Los candidatos pueden postularse tanto en los distritos electorales uninominales como en los distritos de representación proporcional. Sin embargo, estos candidatos dobles sólo pueden postularse para el bloque de representación proporcional en el que se encuentra su circunscripción uninominal.
La lista de representación proporcional de cada partido incluye candidatos que participan únicamente en la representación proporcional, sumando el número establecido de escaños para cada bloque más candidatos duplicados de distritos electorales de un solo escaño.
Se celebran elecciones parciales si quedan vacantes los escaños ocupados por miembros elegidos en los distritos uninominales. Se llevan a cabo dos veces al año, en abril y octubre. El voto no es obligatorio. 
- 300 distritos electorales uninominales.[2]
- 180 escaños elegidos mediante lista de partidos bajo el sistema de representación proporcional utilizando el método d'Hondt, con la asignación de escaños basada en los 11 distritos en lo que se divide el país.[3]

| Prefectura                                                     | Distrito         | SMCs | MMCs | Total |
| -------------------------------------------------------------- | ---------------- | ---- | ---- | ----- |
| Hokkaidō                                                       | Hokkaidō         | 12   | 8    | 20    |
| Aomori Akita Iwate Yamagata Miyagi                             | Tohaku           | 25   | 14   | 39    |
| Fukui Ishikawa Niigata Nagano Toyama                           | Hokurikushinetsu | 20   | 11   | 31    |
| Gunma Ibaraki Tochigi Saitama                                  | Kitakanto        | 32   | 20   | 52    |
| Chiba Kanagawa                                                 | Minamikanto      | 34   | 22   | 56    |
| Tokio                                                          | Tokio            | 25   | 17   | 42    |
| Aichi Gifu Mie Shizuoka                                        | Tokai            | 33   | 21   | 54    |
| Hyōgo Kioto Nara Osaka Shiga Wakayama                          | Kinki            | 48   | 29   | 77    |
| Hiroshima Okayama Shimane Tottori Yamaguchi                    | Chugoku          | 20   | 11   | 31    |
| Ehime Kagawa Kōchi Tokushima                                   | Shikoku          | 13   | 6    | 19    |
| Fukuoka Kagoshima Kumamoto Miyazaki Nagasaki Ōita Okinawa Saga | Kyūshū           | 38   | 21   | 59    |
| Japón                                                          | Japón            | 300  | 180  | 480   |

## Antecedentes
El primer ministro Junichiro Koizumi disolvió la Cámara de Representantes y convocó a nuevas elecciones el 8 de agosto de 2005. La medida se adoptó en respuesta a la derrota de los proyectos de ley que habrían dividido a Japan Post en cuatro empresas privadas durante un período de diez años, en el que Koizumi había apostado la credibilidad de sus reformas. El paquete fue notablemente impopular dentro del propio Partido Liberal Democrático de Koizumi, ya que los empleados jubilados de Japan Post han apoyado firmemente al PLD en elecciones pasadas, y su sistema bancario ha financiado costosos proyectos de obras públicas, proporcionando negocios para los partidarios del PLD en la industria de la construcción. Koizumi utilizó la amenaza de una elección anticipada para impulsar los proyectos de ley a través de la Cámara de Representantes (la cámara baja), donde fue aprobado por solo 5 votos. La misma amenaza fue menos efectiva en la cámara alta, la Cámara de Consejeros, que el primer ministro no tiene poder para disolver. El 8 de agosto de 2005, 30 miembros del PLD de la Cámara de Consejeros se unieron a la oposición para votar 'no' o abstenerse para bloquear la legislación. Koizumi había anunciado que un voto 'no' se consideraría equivalente a un voto de censura contra su administración, por lo que convocó una elección anticipada para la Cámara de Representantes.
El acto de disolución en sí está relativamente exento de controversias y se basa en el artículo 7 de la Constitución de Japón, que puede interpretarse en el sentido de que el primer ministro tiene el poder de disolver la cámara baja después de avisar al emperador. Sin embargo, muchos políticos tanto del gobierno como de los campos de la oposición habían criticado la medida inusual de disolver la cámara baja después de una derrota de la cámara alta como ilógica y contradictoria. Las encuestas de Asahi Shimbun y otros mostraron que el público apoyó la decisión de Koizumi de convocar elecciones. [1] La tasa de aprobación del gabinete de Koizumi, de hecho, saltó a 46 puntos cuando se convocó a las elecciones y, posteriormente, se recuperó en un 50%, una tasa muy alta para el estándar de Japón.

## Resultados
|  | 38.18 % |

|  | 47.77 % |

|  | 13.25 % |

|  | 1.44 % |

|  | 51.43 % |

|  | 49.21 % |

|  | 31.02 % |

|  | 36.44 % |

|  | 4.76 % |

|  | 7.25 % |

|  | 7.25 % |

|  | 5.49 % |

|  | 1.46 % |

|  | 1.74 % |

|  | 0.64 % |

|  | 2.42 % |

|  | 0.20 % |

|  | 0.64 % |

|  | 0.02 % |

|  | 0.00 % |